# Tart-l’Abbaye
Tart-l’Abbaye – miejscowość i dawna gmina we Francji, w regionie Burgundia-Franche-Comté, w departamencie Côte-d’Or. W 2013 roku populacja ówczesnej gminy wynosiła 222 mieszkańców. 
W dniu 1 stycznia 2019 roku z połączenia dwóch ówczesnych gmin – Tart-l'Abbaye oraz Tart-le-Haut – powstała nowa gmina Tart. Siedzibą gminy została miejscowość Tart-le-Haut. 